# Statistisches Bundesamt
Lo Statistisches Bundesamt, detto in breve Destatis, è l'ufficio federale di statistica della Germania.
Si occupa di raccogliere, analizzare e presentare dati economici, sociali, ambientali per tutta la repubblica federale. Il suo scopo principale è di fornire informazioni statistiche obiettive, indipendenti e altamente qualitative per il pubblico. Istituito nel 1953, dipende dal Ministero dell'interno tedesco e ha sede centrale a Wiesbaden. Vi lavorano 2780 membri dello staff nei vari uffici a Wiesbaden, Bonn e Berlino.
La sede centrale dell'Uffici si trova a Wiesbaden. Essa contiene, inoltre, la più grande biblioteca specializzata in statistica di tutta la Germania.